# Adolf Maier (Jurist)
Adolf Maier (* 11. Mai 1871 in Tremessen, Kreis Mogilno, Provinz Posen; † 17. Oktober 1963 in Oberstdorf) war ein deutscher Verwaltungsjurist und politischer Beamter in Preußen. Er war von 1919 bis 1933 Oberpräsident der Provinz Brandenburg.

## Leben
Adolf Maier wurde 1871 in Tremessen in der preußischen Provinz Posen geboren. Nach dem Jurastudium und der Promotion zum Dr. jur. im Jahr 1897 war er als Gerichtsassessor beim Amtsgericht Charlottenburg tätig. 1899 wurde er „Hilfsarbeiter“ bei der Stadtverwaltung Bochum, dann Zweiter Bürgermeister der Stadt Remscheid. Maier war von 1903 bis 1912 als Stadtsyndikus und anschließend bis 1919 als (beigeordneter) Bürgermeister der damals noch selbstständigen Stadtgemeinde Charlottenburg tätig.
Während der Zeit der Weimarer Republik gehörte er der DDP an. Nach dem Rücktritt Friedrich Wilhelm von Loebells, den dieser aus Protest gegen die revolutionären Veränderungen in Preußen im März 1919 vor dem Provinziallandtag erklärte, ernannte die preußische Staatsregierung Adolf Maier zum Oberpräsidenten der Provinz Brandenburg ernannt. Er trat das Amt im April 1919 an und hatte es 14 Jahre lang – während der gesamten Zeit der Weimarer Republik – inne. Zugleich war er für die Stadt Berlin (bzw. ab 1920 Groß-Berlin) zuständig, die in der preußischen Provinzgliederung eine Sonderstellung hatte. Nach der Machtübernahme der Nationalsozialisten wurde er am 25. März 1933 in den einstweiligen Ruhestand versetzt und durch den NSDAP-Funktionär Wilhelm Kube abgelöst.

## Anmerkung
1. ↑  Abweichend von der üblichen Angabe wird Maier 1929 in einer Aufstellung des Innenministeriums der DVP zugerechnet, vgl. Horst Möller: Die preußischen Oberpräsidenten der Weimarer Republik als Verwaltungselite. In: Klaus Schwabe (Hrsg.): Die preußischen Oberpräsidenten 1815–1945 (= Deutsche Führungsschichten in der Neuzeit. Bd. 15 = Büdinger Forschungen zur Sozialgeschichte. 1981). Boldt, Boppard am Rhein 1985, ISBN 3-7646-1857-4, S. 198, Anm. 35.

| Personendaten    | Personendaten                              |
| ---------------- | ------------------------------------------ |
| NAME             | Maier, Adolf                               |
| KURZBESCHREIBUNG | deutscher Jurist und preußischer Politiker |
| GEBURTSDATUM     | 11. Mai 1871                               |
| GEBURTSORT       | Tremessen                                  |
| STERBEDATUM      | 17. Oktober 1963                           |
| STERBEORT        | Oberstdorf                                 |